# Río Upano
Der Río Upano ist der 172 km lange linke Quellfluss des Río Namangoza in der Provinz Morona Santiago im Osten von Ecuador.

## Flusslauf
Der Río Upano entspringt in der Cordillera Real auf einer Höhe von etwa 4000 m, 25 km südwestlich des Vulkans Sangay. Er fließt anfangs 50 km nach Osten. Die oberen 40 km liegen innerhalb des Sangay-Nationalparks. Die Fernstraße E46 (Guamote–Macas) folgt dem Flusslauf bis Flusskilometer 125. Der Río Upano wendet sich anschließend 30 km in Richtung Nordnordost. Die beiden linken Nebenflüsse Río Sangay und Río Volcán entwässern die Südostflanke des Sangay. Der Río Upano wendet sich ab Flusskilometer 100 10 km nach Südosten und schließlich nach Süden. Die Fernstraße E45 (Puyo–Santiago de Méndez) folgt ab Macas dem Flusslauf. Der Río Upano trifft schließlich bei Patuca auf den aus Westen kommenden Río Paute und vereinigt sich mit diesem zum Río Santiago. Neben der Provinzhauptstadt Macas liegen am Flusslauf die Kleinstädte und Ortschaften Logroño, Zuñac, Huambi, Tayuza und Patuca. Größere Nebenflüsse sind u. a. Río Yukipa, Río Chiguaza und Río Pania von links sowie Río Abanico, Río Jurumbaino, Río Tutanagosa und Río Yurupasa von rechts.

## Archäologie
Forschungsergebnisse von Stéphen Rostain und Kollegen vom CNRS vom Beginn der 2000er Jahre konnten durch Lidar-Scans eine große, über zweitausend Jahre alte Besiedlung auf einer Fläche von annähernd 300 Quadratkilometern im Tal des Río Upano bestätigen. Die stadtähnlichen Bauten, vermutlich aus Lehm, werden auf eine Zeit von etwa 500 v. u. Z. bis 300 bis 600 u. Z. datiert und sind damit mit der Zeit des Römischen Reiches vergleichbar. Gefunden wurden Cluster von Plattformen, Plätzen und Straßen, die mit landwirtschaftlichen Flächen und Be- und Entwässerungsanlagen gekoppelt und durch ein Straßennetz über mehrere Dutzend Kilometer mehrere urbane Zentren regional verband. Die Autoren vergleichen es mit ähnlichen Zentren der Maya und den urbanen Komplex von Kilamope mit Teotihuacán. Über diese urbanen Zentren wurde schon von Francisco de Orellana bei seiner Fahrt im Rahmen der Gonzalo-Pizarro-Expedition 1541/42 berichtet, dies aber später ins Reich der Legende gelegt.

## Hydrologie
Der Río Upano entwässert einen Abschnitt an der Ostflanke der Cordillera Real. Sein Einzugsgebiet umfasst ein Areal von etwa 3700 km². Der mittlere Abfluss am Pegel unterhalb der Einmündung des Río Tutanagosa beträgt 297,8 m³/s.